# Zinkhexafluorosilicat
Zinkhexafluorosilicat mit der Summenformel Zn[SiF6] ist eine anorganische chemische Verbindung des Zinks aus der Gruppe der Hexafluorosilicate.

## Gewinnung und Darstellung
Zinkhexafluorosilicat kann durch Reaktion von Zinkoxid mit Hexafluorokieselsäure gewonnen werden.
{\displaystyle \mathrm {ZnO+H_{2}[SiF_{6}]+5\ H_{2}O\longrightarrow Zn[SiF_{6}]\cdot 6\ H_{2}O} }

## Eigenschaften
Zinkhexafluorosilicat ist ein kristalliner weißer geruchloser Feststoff, der leicht löslich in Wasser ist. Er zersetzt sich bei Erhitzung über 100 °C, wobei Fluorwasserstoffgas und Siliciumfluoride entstehen. Das Hexahydrat mit der Formel Zn[SiF6] · 6 H2O bildet farblose, hexagonale Prismen und besitzt eine Kristallstruktur mit der Raumgruppe R3 (Raumgruppen-Nr. 148). Dabei ist Zink oktaedrisch von Wassermolekülen umgeben, die Wasserstoffbrückenbindungen zu den SF6-Oktaedern ausbilden. Dadurch entsteht eine rhomboedrisch-verzerrte Caesiumchloridstruktur.

## Verwendung
Zinkhexafluorosilicat wird zum Wasserdichtmachen (Fluatieren) von Zement, in Kombination mit anderen Fluoriden zur Erhöhung der Korrosionsbeständigkeit der Oberflächen von Aluminium und Aluminiumlegierungen, in der Textilindustrie als Härtungsbeschleuniger für Imprägnierlösungen auf Melamin- und Harnstoffharzbasis und im Holzschutz als Fungizid verwendet. So wird es als Bestandteil von sogenannten CKF- und CKFZ-Salzen (Holzschutzmittel-Wirkstoffe, die neben den Chrom- oder Kupfersalzen zusätzlich Fluorverbindungen wie eben zum Beispiel Kupferhexafluorosilicat oder Zinkhexafluorosilicat enthalten) eingesetzt.

## Sicherheitshinweise
Zinkhexafluorosilicat ist giftig und kann bei oraler Aufnahme durch Elektrolytentgleisungen und Azidose tödlich wirken.